# Banque Palatine
La Banque Palatine est une banque de taille intermédiaire au service des ETI (Entreprises de taille intermédiaire) et de la gestion de patrimoine.
Elle est filiale à 100 % du Groupe BPCE.

## Histoire

### Maison Vernes &Cie: la banque familiale de ses fondateurs, 1780-1982
À la fin du XVIIIe siècle, la famille Vernes, protestante, d'origine ardéchoise, s'installe à Lyon après s'être réfugiée près d'un siècle sur la rive suisse du lac Léman à la suite de la révocation de l'édit de Nantes. Elle y fonde la maison de banque Vernes et Compagnie en 1780. La banque familiale s'installe à Paris en 1821,, puis obtient une réputation comparable à celle des maisons Rothschild et Mallet. À l'instar des autres familles de la Haute Banque, la famille Vernes était intimement liée à la Banque de France, soit directement (Charles Vernes est sous-gouverneur de la Banque de France de 1832 à 1857, Adolphe Vernes est régent de 1886 à 1907 et Jules Félix Vernes est régent de 1921 à 1934), soit indirectement par l'entregent des descendants qui épousèrent des filles ou cousines de régents. La famille est également liée à la Caisse d'Épargne de Paris (Charles Vernes en est censeur en 1823, puis vice-président en 1844, et Félix Vernes en est directeur en 1879).
En 1871, la maison Vernes et Compagnie met en place une caisse de prévoyance à destination de ses employés afin de financer leur retraite. Cette caisse est financée par des sommes prélevées sur les bénéfices, et les droits qu'elle génère font l'objet de capitalisation nominative. Pour pouvoir en bénéficier, les salariés doivent avoir au moins 50 ans et au moins vingt ans d'ancienneté.
En 1972, près d'un an après les premières discussions entre Jean-Marc Vernes et Marcel Dassault, la Banque Vernes fusionne avec la Banque commerciale de Paris (anciennement Josse, Lippens & Cie jusqu'en 1952) et constitue alors la Banque Vernes et commerciale de Paris (ou BVCP). En 1978, elle prend une participation dans la Banque Michel Inchauspé.

### Nationalisation et privatisation, 1982-1987

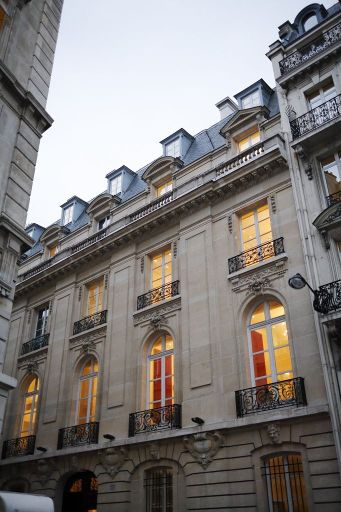
Siège de la Banque palatine, rue d'Anjou.

Après sa nationalisation en 1982, pour laquelle le holding de la famille Vernes perçoit 100 millions de francs de dédommagement, la BVCP fait des pertes de 160 millions de francs en 1983 et 370 millions en 1984.
Les pertes obligent l'État à procéder à une augmentation de capital de 370 millions de francs et à l'assortir d'un prêt participatif (quasi fonds propres) de 120 millions de francs, pour un bilan qui représentait alors douze milliards de francs.
La Banque Vernes et Commerciale de Paris rejoint le groupe Suez trois ans plus tard, et sera privatisée au travers de la Compagnie Financière de Suez en 1987. Profitant du dédommagement, Jean-Marc Vernes rachète l'assureur Victoire et la Banque industrielle et commerciale du Marais, qui prendra le nom de Vernes en 1991, après que le nom aura été libéré par l'ex BVCP en 1989.

### Sanpaolo: la période italienne, 1988-2003
L'Istituto Bancario Sanpaolo di Torino (devenu depuis Intesa Sanpaolo) achète alors la totalité du capital de la BVCP en 1988 à la Compagnie financière de Suez. La BVCP change de nom en 1989 et devient la Banque Sanpaolo, filiale française du groupe éponyme.
En 1990, la Banque Sanpaolo rachète le réseau métropolitain de la Banque française commerciale, anciennement Banque industrielle de Chine puis Banque franco-chinoise, filiale de la Banque parisienne de crédit (Groupe Suez).
Après des pertes significatives de 500 000 000 FRF (123 165 000 EUR2023) en 1993, et un plan social, elle reprend sa stratégie de développement dans le sud-est de la France : dans un premier temps, elle reprend le réseau de la Banque Veuve Morin-Pons en 1996 (Banque lyonnaise fondée en 1805) puis rachète une partie du fonds de commerce de la Banque générale de commerce au groupe PPR en 2001.

### Les années Caisses d'épargne, 2003-2009
En décembre 2003, la Caisse nationale des Caisses d'épargne (CNCE) devient l'actionnaire majoritaire de la Banque Sanpaolo en France en acquérant 60 % des parts du groupe Sanpaolo IMI, sur la base d'une valorisation de l'établissement de 840 M€.
En juin 2005, la Banque Sanpaolo change de nom, et s'appelle désormais Banque Palatine. Elle transfère des activités au sein de filiales spécialisées du groupe des Caisses d'Epargne (gestion de fortune,, crédit bail). En décembre 2007, elle déménage son siège de l'avenue Hoche au 42 de la rue d'Anjou dans le 8e arrondissement de Paris, dans l'ancien hôtel particulier de la maison Schneider et Cie. En mars 2008, la CNCE exerce son option d'achat des 36 % qu'elle ne détient pas et devient l'unique actionnaire tandis que la Banque palatine scelle le rachat d'une partie du fonds de commerce du Crédit foncier de France liés aux particuliers et aux professionnels réglementés de l'immobilier, pour partie issue de la banque La Hénin.

### La banque des entreprises et du patrimoine du Groupe BPCE
Depuis le 31 juillet 2009, la Banque Palatine fait partie du groupe BPCE, issu de la fusion de la Caisse nationale des Caisses d'épargne et de la Banque fédérale des Banques populaires. La Banque Palatine est spécialisée dans le financement des entreprises de taille intermédiaire (ETI) ainsi que dans la gestion de patrimoine.[réf. nécessaire]

## Activités
- Patrimoine : conseil patrimonial, conseil en investissement et gestion des comptes au quotidien.
- Entreprises : pour les établissements de taille intermédiaire dont le chiffre d'affaires est supérieur à 15 millions d'euros[24].
- Dirigeants : financement et gestion du patrimoine privé de dirigeants d'entreprises de taille intermédiaire.
- Gestion d'actifs : avec la filiale Palatine Asset Management, société anonyme à Directoire et Conseil de surveillance au capital de 1 917 540 €, gère des SICAV et des FCP.

## Données financières (données consolidées IFRS)
|                              | 2010  | 2011  | 2012  | 2013  | 2014  | 2015  | 2016  | 2017   | 2018*  | 2019* | 2020   | 2021  | 2022  | 2023  |
| ---------------------------- | ----- | ----- | ----- | ----- | ----- | ----- | ----- | ------ | ------ | ----- | ------ | ----- | ----- | ----- |
| Produit net bancaire         | 280,1 | 303,0 | 291,8 | 307,7 | 318,2 | 325,4 | 318,1 | 319,21 | 331,53 | 317,4 | 323    | 329,5 | 346,6 | 384,2 |
| Résultat brut d’exploitation | 92,3  | 118,9 | 105,8 | 124,4 | 129,9 | 131,9 | 119,0 | 112,7  | 111,7  | 62,9  | 78,9   | 110,7 | 129,8 | 160,7 |
| Résultat net                 | 34,4  | 61,6  | 40,1  | 38,9  | 59,2  | 55,5  | 46,3  | 45,9   | 42,7   | 22,5  | (14,7) | 48,7  | 57,9  | 100,7 |

* Hors coûts de migration et transformation.

## Dirigeants

### Directeurs généraux
La Banque Palatine a changé de statut le 14 février 2014, et est dirigée par une direction générale en lieu et place d’un directoire.
- 2022 : Didier Moaté
- 2019 : Christine Jacglin
- 2014 : Pierre-Yves Dréan

### Présidents du directoire
- 2012 : Pierre-Yves Dréan
- 2007 : Daniel Karyotis
- 2003 : Jean Mérelle[26]
- 2000 : Claudio Bocco
- 1993 : Lanfranco Vivarelli[27]

### Présidents du conseil d'administration
La Banque Palatine a changé de statut le 14 février 2014, et est dirigée par un conseil d'administration en lieu et place d’un conseil de surveillance.
- 2022 : Jérôme Terpereau[28]
- 2017 : Christine Fabresse
- 2016 : Laurent Roubin
- 2014 : Jean-Yves Forel